# Ichimura Kiyoshi

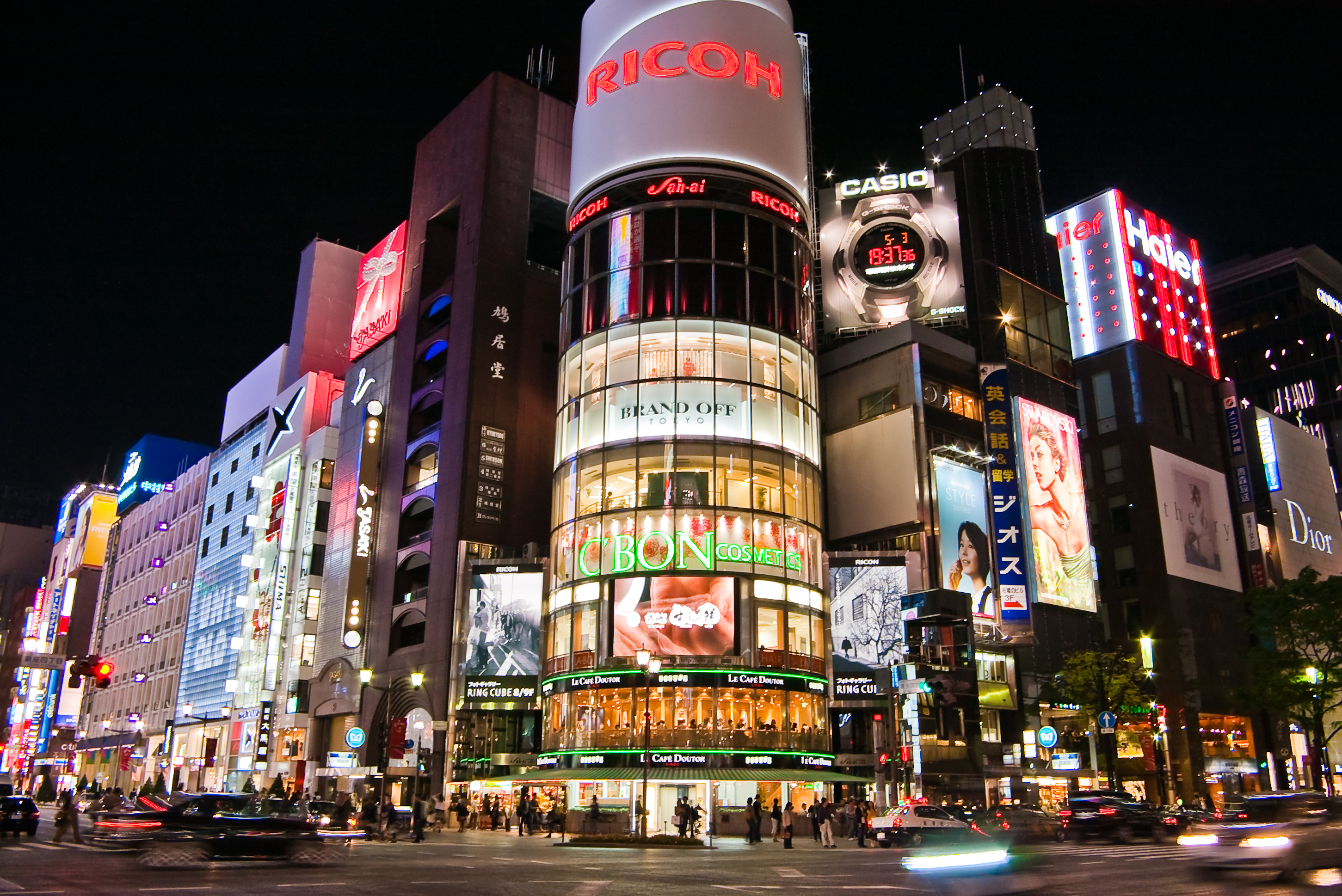
San-ai Dream Center Tokio

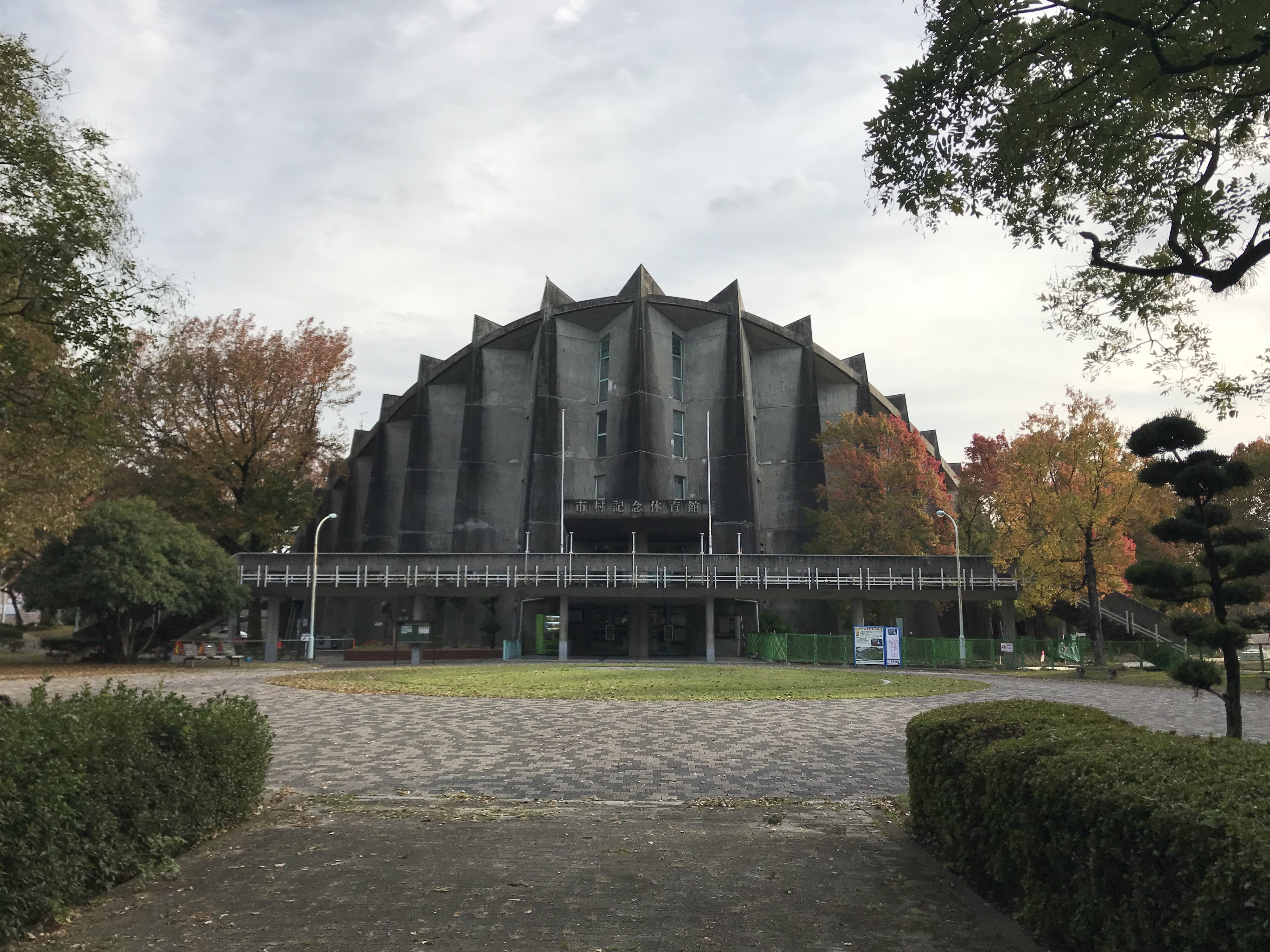
Ichimura Memorial Gymnasium

Ichimura Kiyoshi (japanisch 市村 清; geboren 4. April 1900 in Kitashigeyasu (Präfektur Saga); gestorben 16. Dezember 1968) war ein japanischer Unternehmer, bekannt vor allem als Betreiber des „San-ai Dream Building“ an der Ginza-Krezung in Tokio.

## Leben und Wirken
Ichimura Kiyoshi brach ein Jura-Studium an der Chūō-Universität und arbeitete zunächst als  Bankangestellter und Versicherungsanwalt. 1929 übernahm er die Generalvertretung von „RIKEN Photosensitive Paper Kyūshū“ in der Stadt Fukuoka. 1933 wurde er von Ōkouchi Masatoshi, Direktor des RIKEN, gebeten, die Leitung der Fotopapierabteilung von RIKEN zu übernehmen. 1936 erfolgte die Gründung von „RIKEN Photographic Paper“ (1938 in „RIKEN Optical Industry“ umbenannt). 1938 wurde der Firmennamens in „Ricoh“ geändert, wobei Ichimura den Posten des Geschäftsführers übernahm. 1942 wurde das Unternehmen selbständig.
Gleich nach dem Zweiten Weltkrieg gründete Ichimura 1945 das Unternehmen „San-ai Shōji“ (三愛商事) an der Ginza-Kreuzung in Tokyo, das er 1948 kurz in „San-ai“ umbenannte. Die Bezeichnung „San-ai“ – „Drei Lieben“ bedeuteten für ihn, Menschen zu lieben, das Land zu lieben und Arbeit zu lieben. Er begann mit Lebensmitteleinzelhandel, änderte das Angebot und entwickelte San-ai zu einem florierenden Damenmode-Fachgeschäft. 1963 erfolgte ein zylinderförmiger Neubau, der bis heute existiert.
Bereits 1947 hatte Ichimura die Leitung des „Meiji Kinenkan“ (明治記念館) samt dessen der Hochzeitssaal auf Wunsch des Meiji-Schreins übernommen. Es folgte 1952 die Gründung von „San-ai Refueling“ am Flughafen Tokio-Haneda, 1958 die Übernahme des „Kaufhauses Nishi-Ginza“ (西銀座デパート), 1960 die Gründung der „Japan-US Beverages“ (日米飲料, Nichi-Bei inryō). Er übernahm „Coca-Cola Bottling“, 1962 „Takano Precision Industry“ (高野精密工業, Takano seimitsu kōgyō). Er gründete 1963 „Japan Lease“ (日本リース) und leitete schließlich mehr als 10 Unternehmen.
Mit einer ideenbetonten Managementphilosophie hat Ichimura sich nicht nur mit dem „San-ai Dream Building“ als Unternehmer ein Denkmal gesetzt, er stiftete die Sporthalle „Ichimura Memorial Gymnasium“ auf dem Burggelände der Stadt Saga und investierte 1968 3 Milliarden Yen Privatvermögen in die Gründung einer Stiftung für die Entwicklung neuer Technologien, den „Shin-gijutsu keihatsu zaidan“ (新技術開発財団).
Ichimura wurde mit der staatlichen Ehrenmedaille am blauen Band und dann mit der Ehrenmedaille am dunkelblauen Band ausgezeichnet.